# Helena (Arkansas)
Helena é uma cidade localizada no estado americano de Arkansas, no Condado de Phillips.

## Demografia
Segundo o censo americano de 2000, a sua população era de 6323 habitantes.

## Geografia
De acordo com o United States Census Bureau tem uma área de
23,0 km², dos quais 23,0 km² cobertos por terra e 0,0 km² cobertos por água. Helena localiza-se a aproximadamente 65 m acima do nível do mar.

## Localidades na vizinhança
O diagrama seguinte representa as localidades num raio de 24 km ao redor de Helena.